# 1971 w sztukach plastycznych
Wydarzenia w sztukach plastycznych i wizualnych w 1971 roku.

## Wydarzenia
- Odbyło się czwarte Biennale Form Przestrzennych w Elblągu pod hasłem „Zjazd marzycieli”.
- Odbyły się IX Międzynarodowe Spotkania Artystów, Naukowców i Teoretyków Sztuki w Osiekach.
- W Poznaniu otwarta zostaje Galeria Wielka 19.

## Malarstwo
- Antoni Tàpies

Sardana
- Ralph Goings

Dick's Union General – olej na płótnie, 40x56 cali
- Jerzy Nowosielski

Półakt czarny – olej na płótnie, 99x79,5 cm

## Plakat
- Jan Młodożeniec

plakat do filmu Czyż nie dobija się koni? – format A1
plakat do filmu Dō desu ka den – format A1
- Franciszek Starowieyski

plakat do sztuki teatralnej Czerwona magia – format A1
plakat do sztuki teatralnej Śnieg – format A1
plakat do filmu Życie rodzinne – format A1
plakat do filmu Skorpion, Panna i Łucznik – format B1

## Rzeźba
- Alina Szapocznikow

seria Tumeurs (Nowotwory, 1969-1971)
Tumeurs personnifiees (Nowotwory uosobione)
Rolls-Royce (1970-1971)
seria Sculpture-Lampe (1970-1971)
seria Fetysze (1970-1971)
Fajrant
Bez tytułu
seria Desery (1970-1971)
seria Pamiątki
Pamiątka z weselnego stołu szczęśliwej kobiety (Souvenir de la table de noce d’une femme heureuse)
Łza
Fotorzeźby
L'oeil de boeuf (Oko byka)
„Le Monde”
Fiancée foller blanche (Szalona biała narzeczona)
Fiancée folle Mariée (Szalona narzeczona zaślubiona)
Hiver doux a Malakoff
- Jerzy Bereś

Szmata – drewno, juta, 190x220xø34, w kolekcji MOCAK

## Fotografia
- Zdzisław Jurkiewicz

Rysunek w łazience – fotografia czarno-biała, w kolekcji Muzeum Sztuki w Łodzi

## Wideo
- KwieKulik

Forma Otwarta – Szkoła – 35 mm, 3 min. 00 s.
Odmiany czerwieni/Droga Edwarda Gierka – zdigitalizowany slideshow, 4 min. 41 s.
Forma Otwarta – Mojżesz – 35 mm, 6 min. 22 s.
Forma Otwarta – Gra na twarzy aktorki – 35 mm, 2 min. 39 s.
„Gra” na „Wzgórzu Morela” – zdigitalizowany slideshow, 15 min. 23 s.

## Instalacja
- Daniel Buren

Peinture-Sculpture – obraz na płótnie, rzeźba, instalacja in situ, niedopuszczona do ekspozycji podczas VI Międzynarodowej Wystawy w Muzeum Guggenheima w Nowym Jorku

## Performance
- Chris Burden

Five Day Locker Piece

## Nagrody
- World Press Photo – Wolfgang Peter Geller[18]

## Urodzeni
- Darren Almond, brytyjski rzeźbiarz, fotograf i artysta wideo
- Piotr Paweł Drozdowicz, polski artysta malarz
- 24 lipca – Artur Krajewski, polski malarz
- 28 lipca – Oskar Dawicki, polski performer

## Zmarli
- Vinicio Paladini (ur. 1902), włoski malarz, architekt i teoretyk sztuki
- Janusz Podoski (ur. 1898), polski artysta malarz i fotografik
- Rockwell Kent (ur. 1882), amerykański malarz, grafik
- Zofia Albinowska-Minkiewiczowa (ur. 1886), polska malarka i graficzka
- Karol Wójciak (ur. 1892), polski rzeźbiarz
- 4 lutego – Karol Kłosowski (ur. 1882), polski malarz, rzeźbiarz
- 14 czerwca – Gerard Dillon (ur. 1919), irlandzki malarz
- 15 kwietnia – Kasper Pochwalski (ur. 1899), polski artysta malarz i konserwator zabytków
- 9 lipca – Ignacy Witz (ur. 1919), polski malarz, rysownik, twórca plakatów, krytyk sztuki
- 15 grudnia - Michał Rekucki (ur. 1884), polski malarz